# Собор Святого Фінбара
Собор Святого Фінбара (ірл. Ardeaglais Naomh Fionnbarra) — кафедральний собор Церкви Ірландії, розташований в місті Корк.
На місці собору ще з VII століття перебували культові споруди. Середньовічну будівлю собору було зруйновано в 1690 році під час війни між Вільгельмом III і Яковом II. На його місці в 1735 році була зведена невелика церква в неокласичному стилі поруч зі збереженою старою дзвіницею. У 1865 році споруди були демонтовані і почалося будівництво нового собору в неоготичному стилі, присвяченого святому покровителю міста Святому Фінбару.
Нині собор є резиденцією єпископа Коркського, Клойнського і Роскарберійського Дублінської митрополії.